# Dimos Hydra
Dimos Hydra (Hydra) är en kommun i Grekland.   Den ligger i prefekturen Nomós Piraiós och regionen Attika, i den sydöstra delen av landet, 80 km söder om huvudstaden Aten. Antalet invånare är 1 966. Dimos Hydra ligger på öarna Hydra och Nisí Dokós.